# Ibrahim ibn Ya'qub

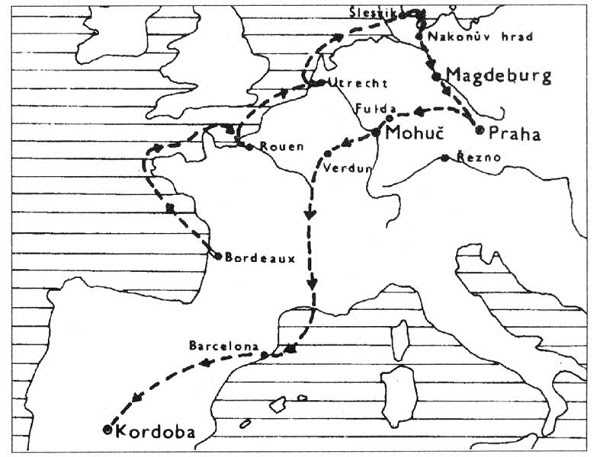
El itinerario seguido por Ibrahim ibn Ya'qub

Ibrāhīm ibn Yaʿqūb (en árabe: إبراهيم بن يعقوب‎, también transcrito Ibn Jakub o Ben Jakub o Ibrahim Ibn al Jaqub al Israili at-Turtushi) o Abraham ben Yacov (hebreo) fue un comerciante judío del Califato Omeya de Córdoba, natural de Tortosa, que viajó por la Europa Central y Oriental durante la segunda mitad del siglo X.
En los años 960-970 viajó, por orden del califa de Córdoba, para comerciar con esclavos y para ser recibido en audiencia por Otón el Grande, emperador del Sacro Imperio Romano Germánico.
Este viaje le llevó a Irlanda a través de Burdeos y Noirmoutier. Luego atravesó el imperio de norte a sur, pasando por Utrecht, Maguncia y Fulda, visitando las tierras del reino de los checos y, a orillas del Vístula, la ciudad comercial de Cracovia. Finalmente abandonó Europa por Sicilia.
El informe que escribió al regreso de su viaje es el primer documento escrito sobre las ciudades de Praga y Cracovia, así como de Vineta, además de relatar con detalle la vida y las costumbres de los pueblos eslavos.
Conocemos el relato de viajes gracias al libro de Abu Abdullah al-Bakri, Kitâb al-Masâlik wa'l-Mamâlik (el Libro de Carreteras y de Reinos).
Más recientemente, Norman Davies recoge, en God’s Playground, la parte del relato referida a la tierra que hoy en día es Polonia.